# Dīmītrīs Nalitzīs
Dīmītrīs Nalitzīs (in greco: Δημήτρης Ναλιτζής; Il Pireo, 25 gennaio 1976) è un ex calciatore greco, di ruolo attaccante.

## Carriera

### Club
Dopo aver vinto il titolo di miglior marcatore in patria, venne acquistato dall'Udinese nel 2001: i friulani gli fecero fare le ossa prima al Perugia poi allo Sporting Lisbona, tuttavia il giocatore non si sbloccò. Ritornò a segnare solo una volta tornato in patria, senza però raggiungere i livelli della sua annata migliore.

### Nazionale
Ha collezionato 6 presenze con la nazionale maggiore greca.

## Statistiche

### Cronologia presenze e reti in nazionale
| Cronologia completa delle presenze e delle reti in nazionale ― Grecia | Cronologia completa delle presenze e delle reti in nazionale ― Grecia | Cronologia completa delle presenze e delle reti in nazionale ― Grecia | Cronologia completa delle presenze e delle reti in nazionale ― Grecia | Cronologia completa delle presenze e delle reti in nazionale ― Grecia | Cronologia completa delle presenze e delle reti in nazionale ― Grecia | Cronologia completa delle presenze e delle reti in nazionale ― Grecia | Cronologia completa delle presenze e delle reti in nazionale ― Grecia |
| Data                                                                  | Città                                                                 | In casa                                                               | Risultato                                                             | Ospiti                                                                | Competizione                                                          | Reti                                                                  | Note                                                                  |
| --------------------------------------------------------------------- | --------------------------------------------------------------------- | --------------------------------------------------------------------- | --------------------------------------------------------------------- | --------------------------------------------------------------------- | --------------------------------------------------------------------- | --------------------------------------------------------------------- | --------------------------------------------------------------------- |
| 26-4-2000                                                             | Dublino                                                               | Irlanda                                                               | 0 – 1                                                                 | Grecia                                                                | Amichevole                                                            | -                                                                     | 89’                                                                   |
| 3-6-2000                                                              | Bucarest                                                              | Romania                                                               | 2 – 1                                                                 | Grecia                                                                | Amichevole                                                            | -                                                                     | 57’                                                                   |
| 16-8-2000                                                             | San Gallo                                                             | Svizzera                                                              | 2 – 2                                                                 | Grecia                                                                | Amichevole                                                            | -                                                                     | 81’                                                                   |
| 13-12-2000                                                            | Xanthi                                                                | Grecia                                                                | 1 – 1                                                                 | Jugoslavia                                                            | Amichevole                                                            | -                                                                     | 46’                                                                   |
| 14-5-2002                                                             | Rodi                                                                  | Grecia                                                                | 3 – 1                                                                 | Cipro                                                                 | Amichevole                                                            | -                                                                     | 46’                                                                   |
| 29-1-2003                                                             | Larnaca                                                               | Cipro                                                                 | 1 – 2                                                                 | Grecia                                                                | Amichevole                                                            | -                                                                     | 46’                                                                   |
| Totale                                                                |                                                                       | Presenze                                                              | 6                                                                     |                                                                       | Reti                                                                  | 0                                                                     |                                                                       |

## Palmarès

### Club
- Coppa di Grecia: 2

Panionios: 1997-1998
PAOK: 2000-2001
- Campionato portoghese: 1

Sporting Lisbona: 2001-2002
- Coppa del Portogallo: 1

Sporting Lisbona: 2001-2002

### Individuale
- Capocannoniere del campionato greco: 1

1999-2000 (24 gol)